# 波克羅夫西卡巴加奇卡
49°51′39″N 33°9′6″E / 49.86083°N 33.15167°E
波克羅夫西卡巴加奇卡（烏克蘭語：Покровська Багачка），是烏克蘭中部的村莊，隸屬波爾塔瓦州的盧布尼區。該村處於巴加奇卡河畔，距離扎波羅日奇涅和伊萬齊4公里，海拔高度137米，2001年人口1,369。